# هارمون كرايغ
هارمون كرايغ (بالإنجليزية: Harmon Craig)‏ هو كيميائي أمريكي، ولد في 15 مارس 1926 في نيويورك في الولايات المتحدة، وتوفي في 14 مارس 2003 في لاهويا في الولايات المتحدة.